# 브리튼 노먼 BN-2 아일랜더

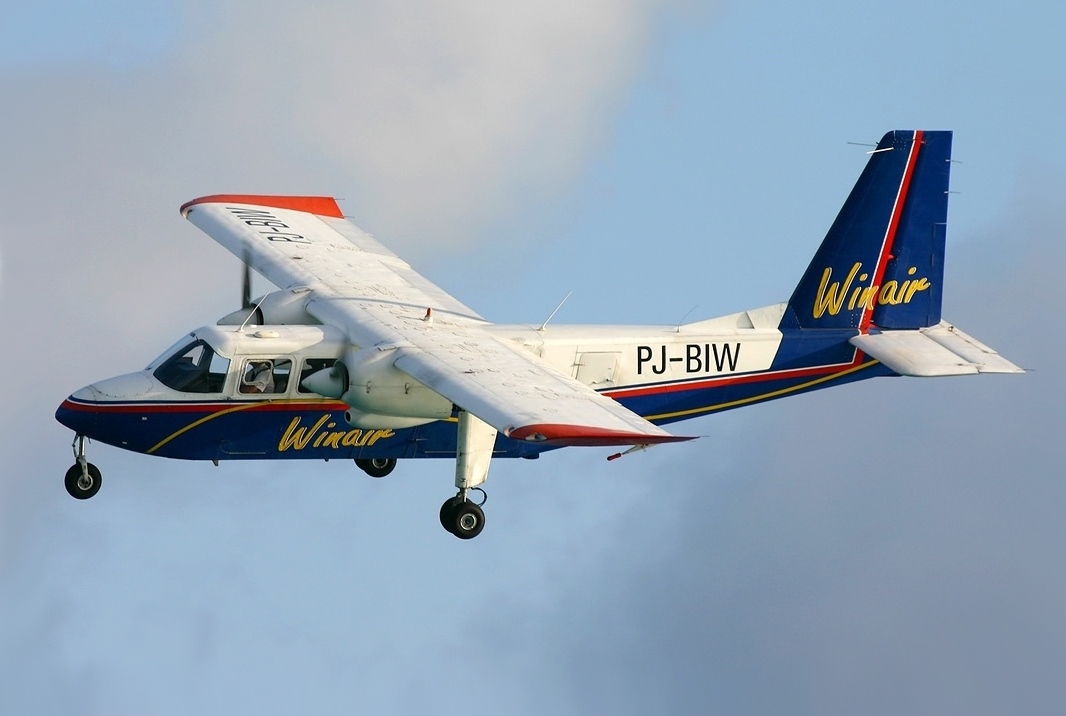
브리튼 노먼 BN-2 아일랜더

브리튼 노먼 BN-2 아일랜더(Britten-Norman BN-2 Islander)는 영국의 경량 유틸리티 항공기이자 지역 여객기로 원래 영국의 브리튼 노먼이 설계하고 제조했다. 아직 생산 중인 아일랜더는 유럽에서 생산되는 가장 많이 팔리는 상업용 항공기 유형 중 하나이다. 1960년대에 설계되었음에도 불구하고 750개 이상이 여전히 전 세계 상용 사업자를 통해 서비스되고 있다. 이 항공기는 전 세계 30개 이상의 군용 항공 운용업체가 운영하는 경량 운송 수단이다.
초기 항공기는 영국 아일오브와이트주의 벰브리지(Bembridge)에 있는 브리튼 노먼 공장에서 제조되었다. 페어리 항공(Fairey Aviation)이 브리튼 노먼 회사를 인수한 후, 아일랜더 및 트리슬랜더(Trislander) 항공기는 루마니아에서 제작된 후 마무리 작업을 위해 벨기에의 아비온스 페어리(Avions Fairey)로 배송된 후 비행 인증을 위해 영국으로 비행되었다. 아일랜더는 50년 넘게 생산되어 왔다.
2023년 9월, 55년 간의 해외 제조를 마치고 아일랜더의 생산이 영국으로 돌아왔다고 발표되었다. 몇몇 국가에서는 섬 주민들을 구매하기 위한 의향서를 작성하여 새로운 일자리와 새로운 격납고를 창출했다.

## 제원·성능

### 일반적 특성
- 승무원: 1
- 수용 인원: 승객 9명 / 최대 탑재량 929kg(2,048lb)
- 길이: 10.86m(35피트 7+3⁄4인치)
- 날개 길이: 14.94m(49피트 0인치)
- 높이: 4.18m(13피트 8+3⁄4인치)
- 날개 면적: 30.19m2(325.0평방피트)
- 종횡비: 7.4:1
- 에어포일: NACA 23012
- 자체 중량: 1,866kg(4,114lb) 장착(항공 전자 장치 제외)
- 최대 이륙 중량: 2,994kg(6,600lb)
- 연료 용량: 137imp gal(165US gal, 620L)
- 동력 장치: 2 × Lycoming O-540-E4C5 6기통 공랭식 수평 대향 피스톤 엔진, 각각 260hp(190kW)
- 프로펠러: 2날 Hartzell HC-C2YK-2B 정속 프로펠러, 직경 * 6피트 6인치(1.98m)

### 성능
- 최대 속도: 해수면 기준 148노트(170mph, 274km/h)
- 순항 속도: 3,700m(12,000피트)에서 130노트(150mph, 240km/h)(59% 출력)
- 실속 속도: 40노트(46mph, 74km/h)(플랩 다운)
- 속도 초과 금지 구간: 183노트(211mph, 339km/h)
- 범위: 130노트(150mph, 241km/h) 및 12,000피트(3,700m)에서 755nmi(869마일, 1,398km)(59% 출력, 표준 연료)
- 서비스 천장: 3,400m(11,300피트)
- 상승 속도: 해수면에서 860ft/min(4.4m/s), 50피트(15m)까지 이륙 거리: 1,218피트(370m)(해수면 기준), 50피트(15m)에서 착륙 실행: 980피트(300m)(해수면)

## 같이 보기
- 세스나 208 캐러밴